# 明神川 (富山県)
明神川（みょうじんがわ）は、富山県南砺市を流れる一級河川。小矢部川左岸の支流である。

## 地理
医王山県立自然公園の北部にある岩崩山付近に源を発し、谷間（南谷）を東流して砺波平野に出る。いくつかの小川が合流して1級指定区間に入ると北北東に向きを変える。新明神橋付近で小矢部川本川と合流する。

## 支流
いずれも南砺市（旧福光町）内に所在。下流側から順に記載する。
- 吉谷川
  - 浦谷川
  - 豆黒川 - 河童伝説があり、福光に疎開していた棟方志功が親しみを込めて「瞞着川（だまし川）」と名付けた。ホタルの名所でもある[2]。
  - 麻生谷川 - 法林寺ダムがある。
- 加賀谷川
- 南谷川 - 明神川最上流の名称[1]。砂防堰堤が設置されている[3]。

## 主な橋梁
- 新明神橋 - 富山県道48号福光福岡線
- 明神橋 - 国道304号
- 鴻江橋 - 石川県道・富山県道27号金沢井波線
- 中部橋 - 南砺市道荒町法林寺線
- 坂栄橋 - 富山県道355号才川七法林寺線

## その他
- 小矢部川本川との合流点から明神橋下流端までは、小矢部川漁業協同組合が第5種共同漁業権を有している[4]。
- 上流域には、佐々成政が槍を突いて湧き出したという伝説がある「槍の先の水」という湧水があり[5]、付近に所在する成政酒造が利用している[6]。